# Platyptilia semnopis
Platyptilia semnopis là một loài bướm đêm thuộc họ Pterophoridae. Nó được tìm thấy ở Brasil.
Sải cánh dài khoảng 24 mm. Con trưởng thành bay vào tháng 1, tháng 2, tháng 5, tháng 7, tháng 9, tháng 10 và tháng 12.